# Stephen Andrew Renvoize
Stephen Andrew Renvoize (n. 1944) és un botànic anglès. Realitza intercanvis d'espècimens amb Kew Gardens. Pertany a la Societat linneana de Londres.

## Honors
En el seu honor s'han anomenat espècies, entre elles:
- (Marcgraviaceae) Schwartzia renvoizei  Gir.-Canyes 2004
- (Poaceae) Chusquea renvoizei L.G.Clark 2003
- (Poaceae) Trachypogon renvoizei Catasús 1996